# 조국동맹 (노르웨이)
조국동맹(노르웨이어: Fedrelandslaget 페데란츠스라겟[*])은 노르웨이의 우파 반공주의 정당이었다. 1925년 창당되어 중도부터 우익 성향의 세력이 주축이 되어 혁명적 사회주의의 흥기에 대항하는 것을 목적으로 삼았다. 최고 전성기인 1930년에는 당원 수가 10만 명에 이르러 당대 노르웨이 우익 집단으로서는 단일 최대 규모였다. 1930년대 이후 활동이 미미해지고 지지도는 점점 쇠퇴해갔으며, 1940년 독일이 노르웨이를 점령하면서 정치 활동의 중단 및 해산되었다.

## 같이 보기
- 국민연합 (노르웨이)
- 진보당 (노르웨이)